# Fabryka Wódek Zdrowotnych Jego Cesarskiej i Królewskiej Wysokości Arcyksięcia Rainera

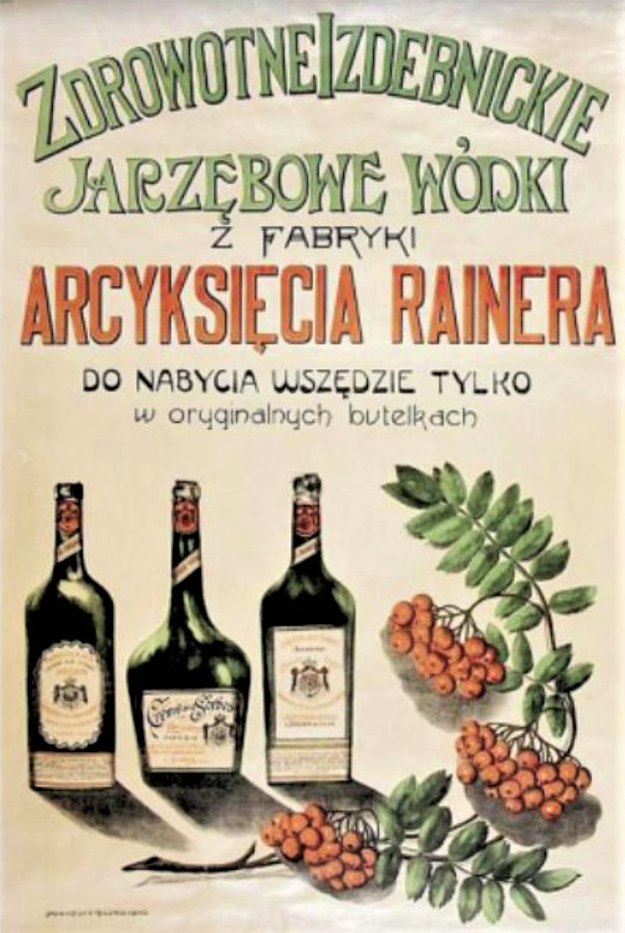
Reklama wódek z fabryki

Fabryka Wódek Zdrowotnych Jego Cesarskiej i Królewskiej Wysokości Arcyksięcia Rainera – działająca w latach 1884–1919 fabryka wódek w Izdebniku.

## Historia
Pod koniec XIX wieku właścicielem Izdebnika został książę Maurycy de Montléart. Majątek odziedziczył po babce Franciszce z Krasińskich. Jego zarządca Ludwik Seeling von Saulenfels założył w dobrach Fabrykę wódek księcia Montléart. W 1887 roku jego wódki otrzymały odznaczenie podczas wystawy krajowej w Krakowie. Fabryka produkowała trzy gatunki wódek: koniferynkę z majowych pączków drzew szpilkowych oraz jarzębinkę i jarzębiak. Po śmierci w 1887 roku księcia Montléart dobra odziedziczyła jego żona Wilhelmina. Do rejestrów handlowych w Wadowicach wpisano Fabrykę likierów Wilhelminy Montléart-Sachsen-Curland i sp. Rok później, 1 stycznia 1892 roku firma przeszła na własność księcia Rajnera Ferdynanda Habsburga. Nazwa przedsiębiorstwa została zmieniona 1 stycznia 1893 roku na: Fabryka Wódek Zdrowotnych Jego Cesarskiej i Królewskiej Wysokości Arcyksięcia Rainera. Arcyksiążę Rainer zmarł w 1913 roku, a właścicielem fabryki został Reiner Karol Habsburg.
Podczas I wojny światowej zaprzestano produkcji wódek. W 1919 roku Habsburgowie sprzedali fabrykę Ziemskiemu Bankowi Kredytowemu we Lwowie, który przekształcił go w Izdebnickie Zakłady Przemysłowe Ska Akc. w Izdebniku. W 1930 roku zakład kupił Zygmunt Lewakowski, a w 1936 roku otrzymał jego syn Jakub. Podczas II wojny fabrykę przejęli Niemcy, a po 1945 roku została znacjonalizowana. PGR, który przejął budynki, nie produkował już wódek.

## Nagrody
- 1887: Srebrny medal na Wystawie Krajowej w Krakowie[3][1]
- 1888: Odznaczenie na Wystawie Higienicznej we Lwowie[1]
- 1890: Odznaczenie na Międzynarodowej Wystawie w Wiedniu[1]
- 1891: Odznaczenie na Wystawie Higienicznej w Krakowie[1]
- 1894: Dyplom honorowy na wystawie w Wiedniu[1]
- 1904: Grand Prix na wystawie spirytusowej w Wiedniu[1]